# Rio Voxnan
Voxnan é um rio da província histórica da Hälsingland, na Suécia. É o maior afluente do rio Ljusnan, no qual conflui perto da cidade de Bollnäs.
Tem 150 quilômetros de comprimento e uma bacia hidrográfica de 3 708 quilômetros quadrados. Sua vazão anual próximo a sua foz é de 39,9 metros cúbicos. Em sua parte superior, entre o lago Sik e Vallhagaforsen, tem uma usina Storlugnet e é uma área popular para pesca e atividades ao ar livre. As partes de entrada do rio exibem grande riqueza de corredeiras e córregos. Contudo, nos últimos 20 quilômetros, cai apenas cinco metros e é caracterizada por meandros ativos e muitas ravinas fósseis, bancos de areia e estreitos vivos. O rio é acompanhado por recifes bem desenvolvidos, esqueres, o delta de um rio de gelo e dunas fósseis.
| Etimologia de Voxnan O nome geográfico Voxnan está registado em 1552 como Wåxen, sendo esta palavra derivada do verbo växa (crescer) - våxa no dialeto local - em alusão à tendência do rio crescer e inundar as suas margens. |

## Proteção ambiental
Apesar de seu aspecto intocado, em vários pontos de seu curso sofreu o impacto da produção de energia hidrelétrica, uma vez que barragens e usinas foram feitas na maioria dos lugares a jusante (Edsbyn, Vik, Alfta, Runemo, Vox e Voxsätter, pouco antes da foz no lago Varpen, que pertente ao fluxo do Ljusnan) e vários cursos d'água protegidos pelo Natura 2000 (Biorno, Jätt, Västerhocklan, Hova, Lo, Gryck e Selm. Entre 1800 e 1966, foi usado para extração de madeira e o transporte das troncos resultou numa estrutura morfológica deteriorada (fluxos de água alterados em vários pontos, deterioração da conectividade lateral perto de lotes vulneráveis à beira da praia).
A Natura 2000 protege uma área no condado de Gävleborg que abrange o curso do Voxnan a partir do lago Kluck, na fronteira com o condado de Jämtland, a jusante de Finnstugusten, ao longo de 1 milha escandinava (10 quilômetros) a oeste de Edsbyn. Além dessa área, também protege dois outros trechos, o primeiro, de cerca de 3 quilômetros de extensão onde o rio atravessa o norte do comuna de Rättvik no condado de Dalarna, e o segundo, na parte mais setentrional desde Mjösjödammen, mais a montante, até a fronteira do condado. Atravessando a fronteira de Jämtland, um terceiro trecho que flui até o Sik também está sob jurisdição do Natura 2000.
Essa rede protege, para além do próprio rio, seus lagos, ilhas e ilhotas e uma área de aproximados 10 metros de largura entre o rio e a terra. A área ao redor de Hylströmmen também inclui uma área um pouco maior com florestas e pântanos adjacentes em posse da Agência Sueca de Proteção Ambiental. A área está amplamente alocada como zona de conservação, assegurando proteção básica contra, entre outras coisas, maior exploração do rio. Porém, a atual expansão hidrelétrica representa ameaça para habitats e espécies por obstáculos ao tráfego e mudanças na dinâmica do fluxo. A área sob o Natura 2000 está legalmente salvaguardada pelo Código Ambiental (Capítulo 4, Seção 6) dos condados de Jämtland e Gävleborg que prevê que qualquer ação que possa gerar impacto negativo aos habitats e espécimes precisa de autorização para sua realização e inspeção prévia do Natura 2000.

### Fauna e flora
Residem no rio e em suas dependências espécimes de lampreias, percas, acerinas, lotas, vairões, lúcios, peixes-sapo europeus, trutas mariscas, umblas, mexilhões-de-pérola (população esparsa), alvéolas-cinzenta, melros-d'água, lontras-europeia, andrenas, bembídios, perileptos e Andorinha-das-barreiras (que chocam seus ovos próximo ao rio). Sua vegetação inclui espécimes raros típicos de ambientes às margens de rios, como aqueles que consomem umidade e crescem em ambientes costeiros: salgueiros, zaragatoas, pediculares, pilularias, violas, cavalinhas, licopódios, carriços, pulsatilas e botríquios. Boa parte da floresta junto ao rio é usada, mas existem trechos de florestas naturais com alto valor natural; dentre as espécies há musgos (lofózias e tetrodôncios), escapânias, ramalinas, úsneas e sarcossomas.

## Galeria

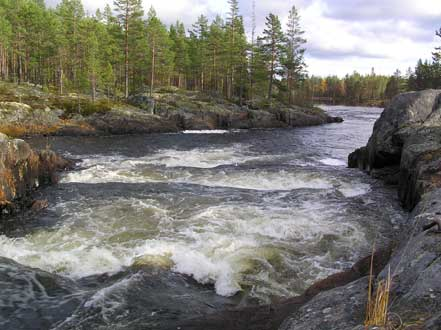
Queda de água de Högforsen
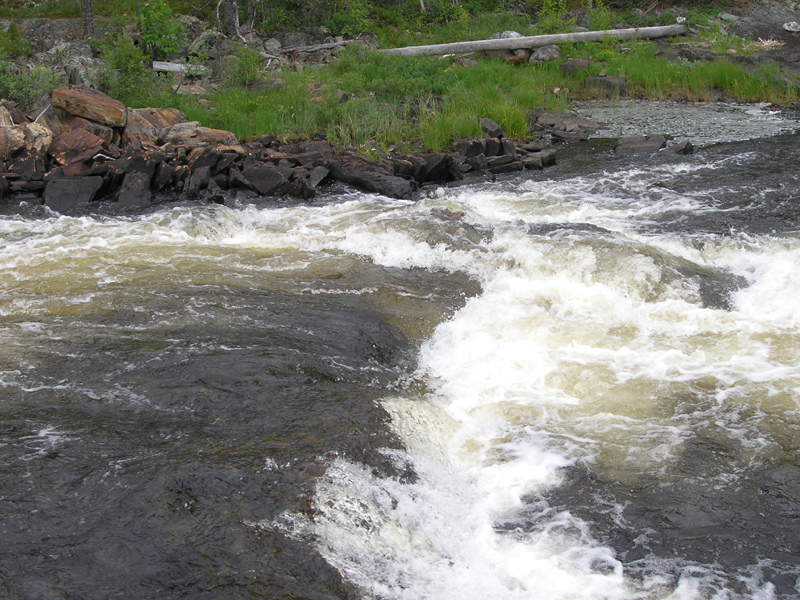
Corredeiras do Voxnan